# LibreOffice
El LibreOffice és un paquet ofimàtic lliure bifurcat de l'OpenOffice.org i desenvolupat per The Document Foundation, a causa de la compra de Sun Microsystems per Oracle, i sota la llicència MPL. Es troba disponible en català (estàndard general i variant valenciana) des de la primera versió.
Disposa d'un processador de text (Writer), un editor de fulls de càlcul (Calc), un creador de presentacions (Impress), un gestor de bases de dades (Base), un editor de gràfics vectorials (Draw) i un editor de fórmules matemàtiques (Math).

## Història
El 28 de setembre de 2010, alguns membres del projecte OpenOffice.org van formar un nou grup anomenat «The Document Foundation», posant a disposició una bifurcació de l'Openoffice.org que van anomenar «LibreOffice». La bifurcació va ser creada per por que Oracle Corporation, després de comprar Sun Microsystems, anterior patrocinador de l'OpenOffice.org, interrompés el desenvolupament del paquet, com va fer amb OpenSolaris. S'esperava que el nom «LibreOffice» fos provisional, atès que es va convidar a Oracle a convertir-se en membre de The Document Foundation i se li va demanar que donés la marca «OpenOffice.org» al projecte.
Oracle, en comptes d'això, va rebutjar el projecte i va exigir que tots els membres del directori de l'OpenOffice.org involucrats renunciessin, al·legant un conflicte d'interessos. A finals d'octubre de 2010, 33 voluntaris alemanys, no involucrats amb el desenvolupament, van deixar OpenOffice.org i es van traslladar a The Document Foundation per a recolzar LibreOffice.
The Document Foundation va rebre suport de part de l'antiga comunitat de l'OpenOffice.org, incloent-hi les empreses Novell, Red Hat, Canonical i Google. L'objectiu és produir un paquet ofimàtic independent de qualsevol proveïdor, compatible amb el format d'arxiu OpenDocument i sense cap obligació d'atribuir l'autoria del codi a Sun o Oracle.
El projecte Go-oo va ser interromput a favor de LibreOffice. Les millores que Go-oo va realitzar s'han fusionat en LibreOffice.

## Formats compatibles
LibreOffice permet importar i exportar documents en diferents formats de fitxer. El format predeterminat per als documents de text és OpenDocument, adoptat per l'ISO com l'estàndard ISO/IEC 26300:2006, a més de llegir i guardar informació usant els formats de fitxer de Microsoft Office. El paquet té la capacitat d'obrir i desar documents en molts altres formats, com ara Rich Text Format (.rtf), text senzill (.txt), Office Open XML i openoffice.org XM. Addicionalment, pot exportar documents directament al format PDF i presentacions al format Adobe Flash (.swf). LibreOffice també compta amb la capacitat d'importar documents en mode «només de lectura» en els formats Unified Office Format, Data Interchange Format i els formats propis de Microsoft Works, WordPerfect, Lotus 1-2-3, entre d'altres.

## Plataformes
LibreOffice és disponible per als sistemes operatius Linux, Microsoft Windows i macOS. Al seu torn, pot executar-se en les arquitectures x86, x86-64 i ARM, entre d'altres.
El 2011 els desenvolupadors del LibreOffice van anunciar que pretenien adaptar el paquet ofimàtic als sistemes operatius mòbils Android i iOS. El 2015 es va alliberar una versió beta per a Android amb funcions d'edició bàsica.

### LibreOffice Online
LibreOffice Online és la versió en línia del LibreOffice, que permet la seva edició a través d'un navegador web compatible amb HTML5. El seu desenvolupament, encara en procés, va ser anunciat a la Conferència LibreOffice celebrada l'octubre de 2011.

## Versions
El LibreOffice es desenvolupa i distribueix en dues versions diferents: fresh i still. La versió fresh implementa les funcionalitats més recents i és la que es troba en desenvolupament actiu. Per contra la versió still té com a prioritat l'estabilitat, es basa en una versió anterior on es van implementant correccions d'errors. Aquests sistema de dues versions es va implementar en la versió 4.2.2 del LibreOffice, alliberada el març de 2014.

## Aplicacions incloses

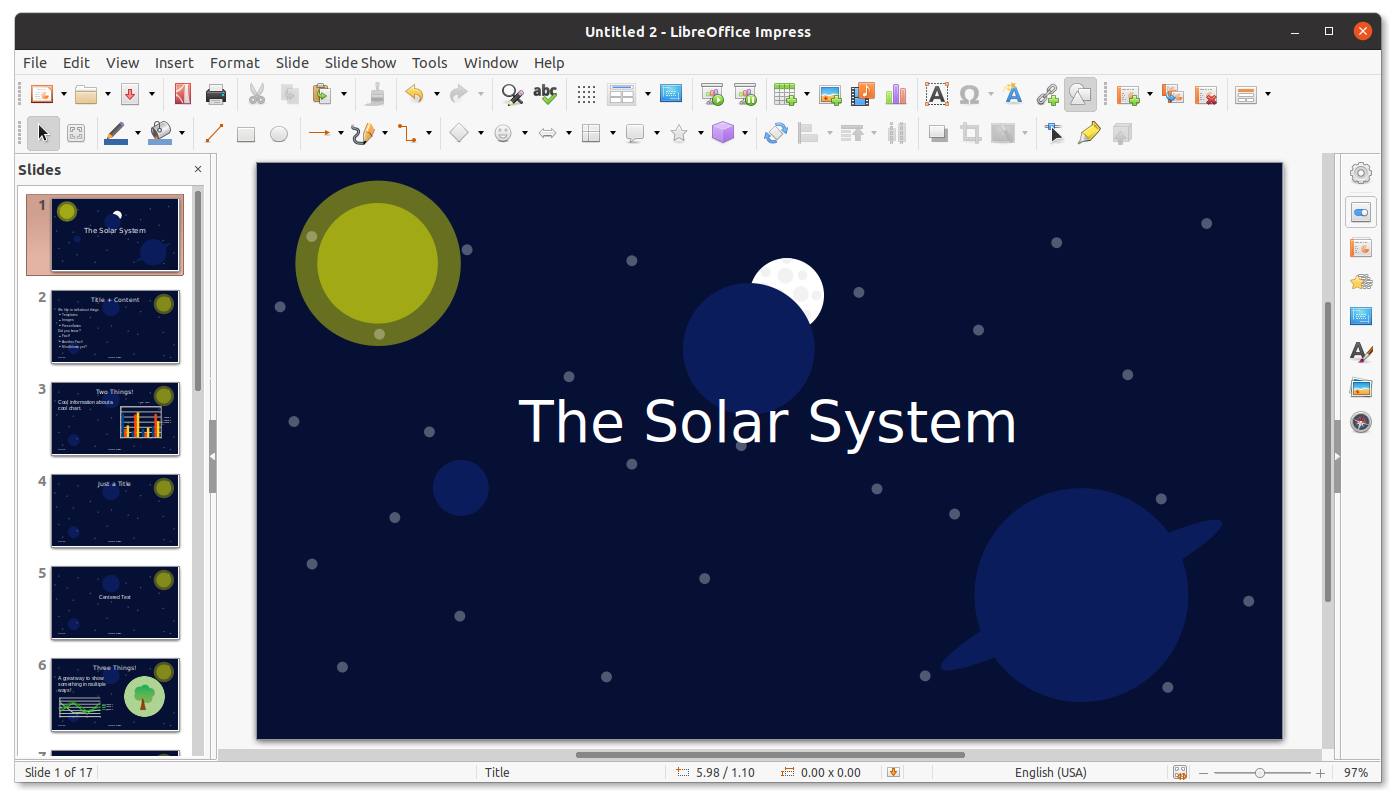
LibreOffice Impress sota Ubuntu

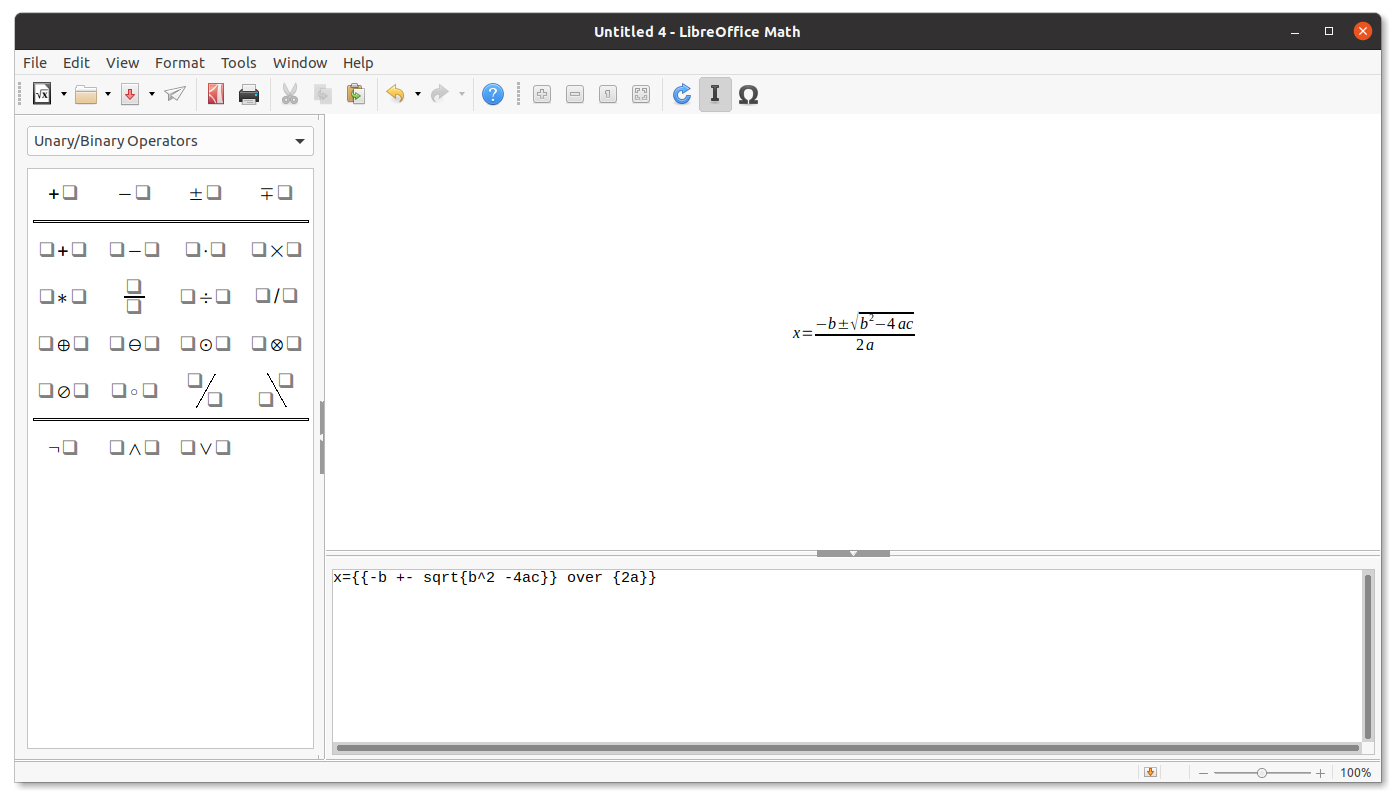
LibreOffice Math sota Ubuntu

LibreOffice inclou les aplicacions següents:
| Component | Component | Descripció |
| --------- | --------- | --- |
| Writer    | Writer    | És el processador de text del paquet ofimàtic. Writer permet exportar arxius de text als formats PDF i HTML sense programari addicional, la qual cosa permet que puga ser utilitzat com un editor WYSIWYG per a crear i editar pàgines web. L'extensió d'aquest fitxer és .odt, és a dir, el seu format original és ODT. |
| Calc      | Calc      | És un full de càlcul. Té una sèrie de característiques exclusives, incloent-hi un sistema que, automàticament defineix sèries de gràfiques, sobre la base de la disposició de la informació de l'usuari. Calc crea fulls de càlcul amb l'extensió .ods (és a dir, amb format original ODS), i també pot exportar fulls de càlcul al format PDF. |
| Impress   | Impress   | És un programa de presentacions. Pot exportar presentacions al format SWF, permetent que es reprodueixi en qualsevol computadora amb un reproductor de Flash instal·lat. El seu format original és ODP (extensió .odp). També inclou la capacitat de crear arxius PDF, i també la capacitat de llegir i escriure en el format d'arxius de Microsoft PowerPoint (ppt). |
| Base      | Base      | És un programa de gestió de base de dades. LibreOffice Base permet la creació i maneig de bases de dades, elaboració de formularis i informes que proporcionen als usuaris finals un accés fàcil a les dades. Igual que Microsoft Access, és capaç de treballar com un front-end per a diversos sistemes de bases de dades com ara el d'Access (JET), font de dades ODBC i MySQL/PostgreSQL. Base està disponible des de la versió 2.0. |
| Draw      | Draw      | És un editor de gràfics vectorials i una eina per fer diagrames, semblant a Microsoft Vision i comparable en característiques a les primeres versions de CorelDRAW. El seu format original és ODG (extensió .odg). Ofereix «connectors» entre les formes, que estan disponibles en una gamma d'estils de línia i faciliten la construcció dels dibuixos, com a diagrames de flux. Té característiques semblants a l'edició de programari d'escriptori com Scribus i Microsoft Publisher. Draw també pot exportar les seues creacions al format PDF; i obrir, editar i exportar directament l'estàndard SVG. |
| Math      | Math      | És un editor de fórmules matemàtiques. L'aplicació utilitza un llenguatge de marcat per a crear les fórmules. Aquestes fórmules poden ser incorporades dins d'altres documents de LibreOffice, com ara els creats per Writer; permetent a l'usuari la possibilitat d'incrustar-les al document com a objectes VISCA.13 Math suporta múltiples fonts i pot exportar fórmules als formats d'arxiu ODF, PDF o MathML. El seu format original és ODF (extensió .odf). |

## Correctors ortogràfics
Com a extensions baixables, el LibreOffice inclou una àmplia panòplia de correctors ortogràfics, a part dels de l'anglès i el català. Alguns són els de l'aranès, asturià, aragonès, basc, gallec, l'occità llenguadocià, etc. Falta el sard.